# عباس بن منصور السكسكي

مخطوطة «البرهان في معرفة عقائد أهل الأديان»، في مكتبة الملك عبد العزيز.

عباس بن منصور السكسكي (616 - 683 هـ / 1219 - 1284 م) هو فقيه يماني.
هو عباس بن منصور بن عباس، أبو الفضل التريمي السكسكي. اختلف في مذهبه فقيل شافعي وقيل حنبلي، ولعله كان شافعيا ثم تحنبل.[بحاجة لمصدر]

## آثاره
له كتاب «البرهان في معرفة عقائد أهل الأديان»، طُبع غير ذي مرة، ومن طبعاتها:
- القاهرة: دار التراث العربي، 1400 هـ / 1980 م - تحقيق خليل أحمد إبراهيم الحاج.
- أطروحة (ماجستير) - جامعة الإمام محمد بن سعود الإسلامية، 1402 هـ - دراسة تحليلية نقدية / إعداد علي حسن ناصر عسيري.
- الزرقاء، الأردن: مكتبة المنار، الطبعة الأولى 1408 هـ / 1988 م - تحقيق بسام سلامة العموش، والطبعة الثانية: عمان، الأردن: مكتبة المنار، 1416 هـ / 1996 م.
- بيروت: دار الكتب العلمية، 1424 هـ / 2004 م - ضمن مجموعة.